# Trehörningen (Västerfärnebo socken, Västmanland)
Trehörningen är en sjö i Sala kommun i Västmanland och ingår i Norrströms huvudavrinningsområde. Sjön ligger inom området för den stora skogsbranden i Västmanland 2014.